# Кротовидная амбистома
Кротовидная амбистома (лат. Ambystoma talpoideum) — вид хвостатых земноводных из семейства амбистом.

## Описание
Общая длина достигает 10 см. Окраска обычно серого или тёмно-коричневого цвета, на брюхе тёмные и светло-серые пятна. Самцов можно отличить по увеличенной клоаке. A. talpoideum можно отличить от личинок других амбистом по наличию двух светлых полос на брюхе.

## Образ жизни
Населяют пойменные сосновые или широколиственные леса вблизи водоёмов. Взрослые особи живут под подстилкой из опавших листьев, всё время роясь в земле, что и дало название этому виду. Личинки и неотены ведут водный образ жизни и имеют большие кустистые жабры. Активны ночью. Личная территория составляет около 5 м², в водоёмы мигрируют когда приближается сезон размножения. При нападении взрослые и молодые особи опускают голову, чтобы обнажить свои околоушные железы, которые источают ядовитый секрет. Питается почти всем, что меньше неё по размеру, в основном различными членистоногими и головастиками.

## Размножение
Яйца откладывает весной, во время сильных дождей. Некоторые личинки претерпевают метаморфоз, некоторые остаются неотенами и сохраняют жабры. В крупных водоёмах, где присутствуют хищные рыбы, метаморфоз происходит чаще.

## Распространение
Встречается в большей части восточной и центральной части Соединенных Штатов, от Флориды до Техаса, на север до Иллинойса, на восток до Кентукки, с изолированными популяциями в штатах Вирджиния и Индиана.